# Barrio San Francisco San Nicolás Guadalupe
Barrio San Francisco San Nicolás Guadalupe är en ort i kommunen San Felipe del Progreso i delstaten Mexiko i Mexiko. Samhället hade 2 738 invånare vid folkräkningen 2020.